# Scey-sur-Saône-et-Saint-Albin
 Scey-sur-Saône-et-Saint-Albin es una población y comuna francesa, situada en la región de Franco Condado, departamento de Alto Saona, en el distrito de Vesoul y cantón de Scey-sur-Saône-et-Saint-Albin.

## Demografía
| 1442 | 1490 | 1533 | 1559 | 1541 | 1563 |
| Para los censos de 1962 a 1999 la población legal corresponde a la población sin duplicidades (Fuente: INSEE [Consultar]) |      |      |      |      |      |